# Aleksandar Janković (1995)
Aleksandar Janković (Servisch: Александар Јанковић) (Rotterdam, 16 september 1995) is een Servisch-Nederlands voetballer die als middenvelder speelt.

## Carrière
Aleksandar Janković speelde in het seizoen 2014/15 één wedstrijd voor FK Radnički, waarna hij in de zomer van 2015 aansloot bij Jong De Graafschap. Hij maakte zijn debuut in de Eerste divisie voor De Graafschap op 19 augustus 2016, in de met 3-1 gewonnen thuiswedstrijd tegen Jong FC Utrecht. In 2017 speelde hij eerst voor MFK Lokomotíva Zvolen in Slowakije en ging in de zomer naar FK Sloboda Užice. In februari 2018 ging Janković voor Achilles '29 in de Tweede divisie spelen. Medio 2018 ging hij naar dorpsgenoot De Treffers. Daarnaast trainde hij ook enkele keren per week mee met Jong N.E.C.. Eind juli 2019 ging hij naar VfB Oldenburg dat uitkomt in de Regionalliga Nord. Begin 2020 stapte hij over naar SV Atlas Delmenhorst dat uitkomt in de Oberliga Niedersachsen.

### Statistieken
| Seizoen                       | Club                        | Land           | Competitie         | Competitie | Competitie | Beker | Beker | Totaal | Totaal |
| Seizoen                       | Club                        | Land           | Competitie         | Wed.       | Dlp.       | Wed.  | Dlp.  | Wed.   | Dlp.   |
| ----------------------------- | --------------------------- | -------------- | ------------------ | ---------- | ---------- | ----- | ----- | ------ | ------ |
| 2014/15                       | FK Radnički 1923 Kragujevac | Servië         | Superliga          | 1          | 0          | 0     | 0     | 1      | 0      |
| 2016/17                       | De Graafschap               | Nederland      | Eerste divisie     | 2          | 0          | 0     | 0     | 2      | 0      |
| 2016/17                       | Jong De Graafschap          | Nederland      | Derde divisie Zon. | 8          | 5          | –     | –     | 8      | 5      |
| 2016/17                       | MFK Lokomotíva Zvolen       | Slowakije      | 2. Liga            | 10         | 0          | 0     | 0     | 10     | 0      |
| 2017/18                       | FK Sloboda Užice            | Servië         | Prva Liga          | 7          | 0          | 1     | 0     | 8      | 0      |
| 2017/18                       | Achilles '29                | Nederland      | Tweede divisie     | 15         | 3          | 0     | 0     | 15     | 3      |
| 2018/19                       | De Treffers                 | Nederland      | Tweede divisie     | 25         | 5          | 1     | 0     | 26     | 5      |
| 2019/20                       | VfB Oldenburg               | Duitsland      | Regionalliga Nord  | 8          | 1          | –     | –     | 8      | 2      |
| Carrièretotaal                | Carrièretotaal              | Carrièretotaal | Carrièretotaal     | 76         | 14         | 2     | 0     | 78     | 14     |
| Bijgewerkt op 2 december 2019 |                             |                |                    |            |            |       |       |        |        |